# Rhamdia gabrielae
Rhamdia gabrielae es una especie de pez siluriforme heptatérido integrante del género de peces de agua dulce Rhamdia, cuyos miembros son denominados comúnmente bagres sapos o bagres negros. Habita en ambientes subtropicales del nordeste del Cono Sur de Sudamérica.

## Taxonomía
Este taxón fue descrito originalmente en el año 2018 por los ictiólogos Rafael Costa Angrizani y Luiz Roberto Malabarba.
Hasta su publicación sus poblaciones eran consideradas como formando parte de la especie Rhamdia quelen (Quoy & Gaimard, 1824).
Holotipo
El ejemplar holotipo designado es el catalogado como: UFRGS 20010, el cual midió 194 mm de longitud estándar.
Etimología
Etimológicamente, el término genérico Rhamdia deriva de uno de los nombres comunes con los que se conoce a las especies de este género en Brasil. El epíteto específico gabrielae es un epónimo que refiere al nombre de la persona a quien fue dedicada.
Caracterización y relaciones filogenéticas
Empleando tres marcadores moleculares de mtDNA y uno de nDNA, un estudio de la filogeografía de las poblaciones del género Rhamdia de las cuencas hidrográficas de la costa atlántica del sur de Brasil, permitió descubrir a esta especie, la que fue diagnosticada primeramente sobre la base de evidencia molecular, a la que luego se le sumó la individualización de rasgos particulares de su morfología.
Según sus descriptores, el origen de Rhamdia gabrielae se relaciona a los cambios cíclicos del nivel marino provocados por las glaciaciones durante el período Cuaternario, los que han influenciado en la diversidad genética de la ictiofauna de agua dulce de la costa atlántica brasileña, ya sea aislando o conectando poblaciones de las distintas especies, impactando de este modo en su distribución y diversificación.

## Distribución y hábitat
Este bagre se distribuye en drenajes subtropicales que vierten sus aguas hacia el Atlántico en el sudeste del Brasil, país del cual es endémico.